# Pristurus celerrimus
Pristurus celerrimus — вид геконоподібних ящірок родини Sphaerodactylidae. Мешкає в Омані та в ОАЕ.

## Поширення і екологія
Pristurus celerrimus мешкають в горах Хаджар на півночі Оману і ОАЕ. Вони живуть серед скель і валунів, особливо на кам'янистих осипах, на висоті 1980 м над рівнем моря.